# سونی میوزیک انترتینمنت
سونی میوزیک اینترتینمنت (انگلیسی: Sony Music Entertainment) شرکت سرگرمی ژاپنی است، که در سال ۱۹۶۸ توسط شرکت سونی تأسیس شد.
سونی میوزیک اینترتینمنت یک بازوی موسیقی ژاپنی برای سونی است. سونی میوزیک اینترتینمنت که در سال ۱۹۶۸ با نام سی‌بی‌اس/سونی تأسیس شد، مستقیماً متعلق به شرکت گروه سونی است و به دلیل قدرتش در صنعت موسیقی ژاپن، مستقل از سونی میوزیک اینترتینمنت مستقر در ایالات متحده فعالیت می‌کند. شرکت‌های تابعه آن شامل شرکت تولید انیمیشن ژاپنی، انیپلکس، است که در سپتامبر ۱۹۹۵ به عنوان یک سرمایه‌گذاری مشترک بین سونی میوزیک اینترتینمنت ژاپن و سونی پیکچرز اینترتینمنت ژاپن تأسیس شد، اما در سال ۲۰۰۱ به یک شرکت تابعه کاملاً متعلق به سونی میوزیک اینترتینمنت ژاپن تبدیل شد. این شرکت در اوایل تا اواسط دهه ۱۹۹۰ با تولید و صدور مجوز موسیقی برای سریال‌های انیمیشنی مانند روژاین زد از هنرمند کمیک ژاپنی، کاتسوهیرو اوتومو و سریال انیمیشن استریت فایتر کپکام، برجسته بود.
سونی حق استفاده از علامت تجاری کلمبیا در ژاپن را ندارد، بنابراین آهنگ‌هایی که تحت نام کلمبیا رکوردز از کشور دیگری منتشر می‌شوند، در سونی رکوردز در ژاپن نمایش داده می‌شوند، اما استفاده از لوگوی "چشم متحرک" را حفظ می‌کنند. نام و علامت تجاری کلمبیا توسط نیپون کلمبیا کنترل می‌شود که در واقع تا سال ۱۹۶۸، دارنده مجوز برای امریکن کلمبیا رکوردز بود، اگرچه روابط رسماً از زمان جنگ جهانی دوم قطع شده بود. نیپون کلمبیا همچنین ارتباط مستقیمی با شرکت گرافوفون بریتیش کلمبیا (یک شرکت تابعه ای‌ام‌آی) ندارد، بنابراین دارنده مجوز برای شرکت گرافوفون بریتیش کلمبیا در واقع صنایع موسیقی توشیبا بود.